# Академия художеств

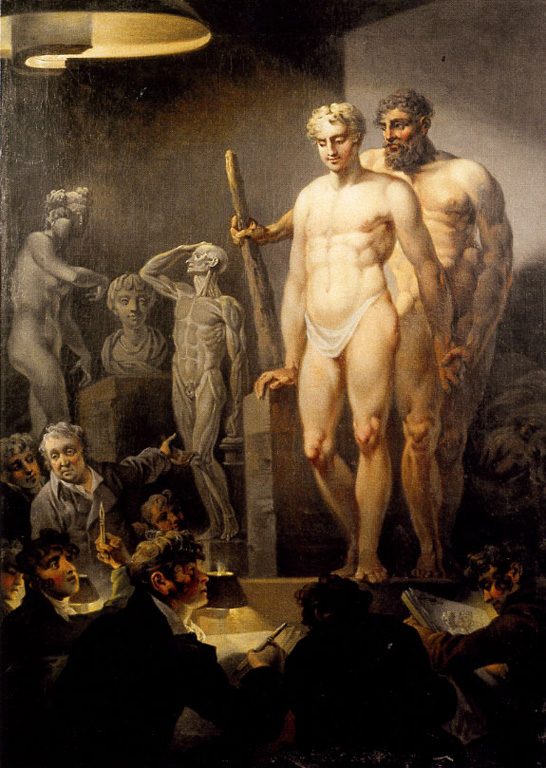
К. А. Лоренцен. Натурный класс в Копенгагенской академии изящных искусств. 1824. Холст, масло

Академии художеств — творческие сообщества и организации мастеров искусства, знатоков и любителей художеств, а также высшие специальные учебные заведения, призванные сохранять и развивать традиции искусства, участвовать в «формировании эстетических воззрений эпохи, критериев и норм художественного творчества, создания на этой основе художественной школы профессионального образования». Первые Академии художеств возникали в эпоху Возрождения в Италии в связи с формирующимся интересом к античности как актуальной основе художественного творчества. Они вырастали из ремесленных сообществ и мастерских художников, в которых проходили начальную подготовку их ученики и подмастерья.
Школы для подготовки художников учреждались частными лицами, просветителями и меценатами, а также государственными деятелями и монархами. Поэтому в эпоху классицизма XVII—XVIII веков большинство академий в странах Западной Европы и России именовались королевскими или императорскими. В иных случаях основой будущих академий были университеты или частные рисовальные школы. Но и они требовали поддержки общества и правительств. Рисовальные школы давали ученикам начальные знания в искусстве живописи, рисунка и ваяния, а также образование всем желающим посвятить себя изучению искусства. Такие школы, а также периодические и постоянные выставки картин, становились средством художественного просвещения. Например, рисовальная школа Общества поощрения художеств в Санкт-Петербурге, вечерние рисовальные классы Академии художеств, Московского Училища живописи, ваяния и зодчества, Центрального училища технического рисования барона Штиглица, школы рисования при благотворительных обществах и промышленных предприятиях.
Без деятельности академий невозможно представить развитие художественной культуры XIX—XX веков. Но наряду с этим академии часто «превращались в оплот консерватизма и подвергались критике со стороны представителей новаторских художественных течений». Этим объясняется возникновение частных «академий», а по сути рисовальных студий, создаваемых передовыми художниками: Академии Жюлиана, Каррьера и Рансона в Париже, школа А. Ашбе в Мюнхене.

## Академии художеств в странах Западной Европы. История возникновения
В Древней Греции академией называлась философская школа, основанная в 388 г. до н. э. Платоном по образцу пифагорейского братства. Она получила название от священной рощи на северо-западе Афин, где, по преданию, был похоронен древнегреческий герой Академ (Эхедем). Роща была обнесена стеной, там находился алтарь муз, святилище Зевса и гимнасий, в помещении которого и в прилегающих садах Платон собирал своих учеников. В эпоху итальянского Возрождения с целью изучения античной философии в 1462 г. во Флоренции при дворе Козимо Медичи Старшего при участии М. Фичино была создана Платоновская Академия.
В 1538 году в Льеже (южная Голландия) Ламберт Ломбард основал первую Академия искусств к северу от Альп. В 1542 году в Риме с целью изучения античной архитектуры и правил, изложенных в трактате Витрувия, выдающимся зодчим и теоретиком А. Палладио была основана Витрувианская Академия, или Академия доблести (Accademia della Virtu). В 1561 г. Джорджо Вазари с помощью Винченцо Боргини организовал Академию рисунка во Флоренции, в 1577 г. — такую же в Риме. В 1585 г. в Болонье живописец Лодовико Карраччи вместе с братьями Агостино и Аннибале на основе местной цеховой корпорации организовал знаменитую впоследствии Болонскую Академию — «Академию вступивших на правильный путь» (Accademia degli Incaminati), при этом подразумевался «путь благовоспитанных молодых людей». В 1593 г. живописец-маньерист Федерико Цуккаро основал в Риме Академию святого Луки, по имени покровителя всех живописцев. В 1603 г. в Риме основана «Академия рысьеглазых» (Accademia dei Lincei), в 1657 г. во Флоренции — Флорентийская Академия Опыта. В XVI веке только в Италии насчитывалось около пятисот Академий.
В 1587 году (в некоторых источниках называется 1583 или 1600 год) Хендрик Гольциус, Корнелис Харлемский и Карел ван Мандер организовали в Харлеме (Нидерланды) Харлемскую академию художеств, или, как её позднее стали называть, Харлемскую академию маньеристов. В 1622 году Академию рисунка (Utrechtse tekenacademie) открыл в Утрехте караваджист Геррит ван Хонтхорст. В 1663 году была основана Королевская академия изящных искусств в Антверпене, в 1696 году академия была открыта в Гааге, в 1694 году была создана Лейденская академия рисунка. В 1673 году великий герцог Тосканы Козимо III Медичи создал Флорентийскую академию в Риме (l’Accademia Fiorentina nell’Urbe), располагавшуюся в Палаццо Мадама во главе с художниками стиля барокко Чиро Ферри и Эрколе Феррата.
Во Франции в эпоху короля Людовиком XIV, в 1648 году стараниями кардинала Мазарини учреждается Королевская Академия живописи, которую возглавил первый портретист короля Шарль Лебрен, и Королевская академия скульптуры «l’Académie de peinture et de sculpture», к которой Ж.- Б. Кольбер в 1671 году присоединил Королевскую академию архитектуры «l’Académie d’architecture», реорганизованную в 1699 году Жюлем Ардуэн-Мансаром. Её возглавил выдающийся французский архитектор, теоретик и педагог Франсуа Блондель Старший. Отдельно существовала Королевская академия надписей, созданная для прославления деяний короля Людовика. После первой французской революции академии соединились в Национальный институт искусств и наук (Постановление 5-го фруктидора III года: «Il у a pour toute la république un Institut national, chargé de recueillir les découvertes, de perfectionner les arts et les sciences».)
Во время Французской революции работа академии была приостановлена, а затем она была переименована в Академию живописи и скульптуры (Academie de Peinture et de Sculpture). В 1816 году произошло объединение с двумя другими художественными организациями: Музыкальной академией (основанной в 1669 году) и Академией архитектуры (основанной в 1671 году), в результате чего образовалась Академия изящных искусств. С 1817 года она стала называться Национальной высшей школой изобразительных искусств (École Nationale Supérieure des Beaux-Arts ENSBA), но в просторечии её продолжали именовать парижской Академией художеств. Школа изобразительных искусств имеет независимое положение относительно других академий, но ежегодно участвует в общих заседаниях. Она разделяется на пять отделений и имеет значительный капитал для обеспечения премий и проведения конкурсов.
В 1666 году указом Людовика XIV была создана Французская академия в Риме для продолжения обучения и совершенствования в искусстве французских художников, выигравших престижную Римскую премию (фр. Prix de Rome).
В XVII столетии Академии художеств создавались по желанию правительств. Кружки художников превращались в академии с назначением их членам содержания для устройства выставок и заграничных путешествий. Примеру Франции стали следовать и другие европейские правительства. По образцу парижской стали устраивать академии художеств в больших центрах Германии. С 1694 года действовала Академия художеств в Берлине, с 1692 г. — в Вене. Берлинская академия, точно так же как и венская, была преобразована в конце XIX века: ей предоставлено самоуправление, подобно университетам. Кроме Берлина и Вены, академии художеств существуют в Мюнхене, Дюссельдорфе, Нюрнберге и Штутгарте.
В 1706 году в Болонье живописец и гравёр Джампьетро Дзанотти и другие художники встретились в Палаццо Фава (доме богатого мецената и художника Эрколе Фава), чтобы основать новую академию. «Академия живописцев» (Accademia dei Pittori) была торжественно открыта в доме учёного Луиджи Фердинандо Марсили 2 января 1710 года. Её статут был утвержден папой Климентом XI в октябре 1711 года, и академия получила название «Академия Клементина» (Accademia Clementina). Новая Академия стала частью Института свободных наук и искусств (Istituto delle Scienze e Arti Liberali), основанного при поддержке папы 12 декабря 1711 года. В 1714 году Институт изменил свое название на Accademia delle scienze dell’Istituto di Bologna. Академия Клементина занимала первый этаж Палаццо Поджи (в то время Палаццо Челлези), Академия наук находилась этажом выше, а ещё выше — астрономическая обсерватория. В Академии Клементина преподавали три члена знаменитой семьи художников-декораторов Галли Бибьена: Фердинандо, Франческо и Джузеппе, а также: Витторио Бигари, Гаэтано Гандольфи, Эрколе Лелли, Франческо Росаспина и Анджело Вентуроли. Академия Клементина была закрыта в 1796 году после наполеоновского вторжения в Италию. В 1802 году наполеоновская администрация основала новую Национальную академию изобразительных искусств (Accademia Nazionale di Belle Arti di Bologna) в зданиях бывшей церкви иезуитов и монастыря Сант-Иньяцио, построенных Альфонсо Торреджиани между 1728 и 1735 годами. В 1805 году название академии было изменено на «Reale Accademia di Belle Arti». В 1815 году, после падения Наполеона и возвращения папской власти, академия была снова переименована в «Accademia Pontificia di Belle Arti». После объединения Италии она стала Королевской (Regia Accademia di Belle Arti di Bologna).
В Англии живописец-портретист Дж. Рейнолдс и другие художники в 1768 г. основали Королевскую Академию искусств в Лондоне. В начале XX века лондонская Royal Academie of Arts; действовала как частное общество: правительство с своей стороны не предпринимало мер, содействующих развитию искусств, кроме устройства рисовальных классов. С 1802 г. Академия искусств действовала в США.

## Академия художеств в России
В России, начиная с правления императора Петра I принимаются меры, содействующие развитию художеств. Пётр вызывает из-за границы гравёров, живописцев, архитекторов, а затем предполагает открыть преподавание искусств в задуманной им «Академии наук и курьёзных художеств». Свой план создания академии царю предоставляли механик А. К. Нартов, архитектор Ж.-Б. А. Леблон, живописец Л. Каравакк. Архитектор П. М. Еропкин до своего отъезда в Италию в 1716 г. предлагал план учреждения в Санкт-Петербурге «Архитектурной экспедиции». Однако со смертью Петра Великого в 1725 году эти начинания прервались
.
План Петра отчасти осуществился в царствование Екатерины I и Анны Иоанновны. Проект Академии разрабатывал известный историк В. Н. Татищев. С 1724 г. в составе Санкт-Петербургской Академии наук действовала Гравировальная палата, в которой было введено преподавание гравирования, рисования, живописи и «орнаментной резьбы». Однако при бедности условий, в которые поставлено было преподавание искусств, Академия наук (позднее Академия наук и художеств) не могла образовывать художников, но успешно готовила мастеров, исполнявших делавшиеся академии заказы.
Множество сделанных учениками копий с известных картин знакомили общество с западноевропейской художественной культурой. При Елизавете Петровне преподавание искусств в Академии наук и художеств было значительно поднято, что вызвало мысль о необходимости учредить для этого образования самостоятельную школу, отдельно от Академии наук. С полным успехом развил эту мысль И. И. Шувалов, представивший императрице предложение о необходимости завести «особую трёх знатнейших художеств академию». Тогда и была основана Императорская Академия художеств.

## Список академий художеств

### В России
Исторические
- Императорская Академия художеств (Санкт-Петербург)
- Академия художеств СССР (Москва)

Действующие
- Российская академия художеств (Москва), куда входят:
  - Московский государственный академический художественный институт имени В. И. Сурикова
  - Региональное отделение Урал, Сибирь, Дальний Восток в городе Красноярске.
- Санкт-Петербургская академия художеств имени Ильи Репина (Санкт-Петербург)

### Вне России
В Европе
- Парижская академия живописи и скульптуры (1648—1793)
- Парижская академия Жюлиана (1868—1968)
- Парижская школа изящных искусств (с 1671)
- Лондонская академия художеств
- Венская академия изобразительных искусств
- Штутгартская академия художеств
- Мюнхенская академия художеств
- Нюрнбергская академия художеств
- Дрезденская академия художеств
- Дюссельдорфская академия художеств
- Римская академия художеств
- Венецианская академия изящных искусств
- Флорентийская академия художеств
- Амстердамская академия художеств
- Краковская академия искусств, Польша
- Киевская академия, Украина
- Львовская национальная академия искусств, Украина
- Шведская академия художеств
- Миланская академия художеств
- Iceland Academy of the Arts, Исландия
- Академия изящных искусств, Варшава, Польша
- Государственная академия художеств Армении, Ереван, Армения

В США
- Academy of Arts and Academics, Спрингфилд, Орегон
- Academy of Art University, Сан-Франциско, Калифорния
- New York Academy of Art, Нью-Йорк
- Cranbrook Academy of Art, Блумфилд-Хиллз, Мичиган
- Национальная академия дизайна

В других странах
- Казахская национальная академия искусств имени Т. К. Жургенова, Алматы
- Азербайджанская государственная академия художеств, Баку
- Академия художеств Узбекистана
- Академия искусств Бецалель, Иерусалим
- China Academy of Art, Китай
- Iranian Academy of the Arts, Иран